# Martin Babjak
Martin Babjak (* 15. září 1960, Banská Bystrica, Československo) je slovenský operní pěvec-barytonista.
Jeho otcem byl slovenský barytonista Štefan Babjak , bratr je tenorista Ján Babjak a sestra mezzosopranistka Terézia Kružliaková (Terézia Babjaková-Kružliaková).

## Životopis
Základní školu navštěvoval v Banské Bystrici. V letech 1976–1980 studoval na SPŠ dopravní ve Zvolenu.
Absolvent studia na konzervatoři v Bratislavě v třídě profesorky Idy Černecké v roce 1980–1985.
Absolvoval čtyřměsíční studijní pobyt v pěvecké škole Centro di perfezionamento cantanti při Milánské La Scale v Miláně v roce 1985.
Působil jako operní pěvec v opeře Divadla Jozefa Gregora Tajovského v Banské Bystrici (1987–1989), od roku 1989 je členem Opery Slovenského národního divadla v Bratislavě.

## Ocenění
- první cena na pěvecké soutěži slovenských konzervatoří, (Žilina, 1984).
- druhá cena na celostátní pěvecké soutěži Mikuláše Schneidra-Trnavského (1988).
- Laureát světové pěvecké soutěže Luciana Pavarottiho ve Philadelphii (USA, 1992).
- vítěz 27. ročníku mezinárodní pěvecké soutěže Totti dal Monte, za postavu Escamilla (Itálie, 1995).

## Diskografie
- 1997 Martin Babjak Live – Radio Bratislava -(Štátna filharmónia Košice)
- 1998 Romantica – Sony BMG
- 1999 Poetica – Monitor EMI –(POETICA/DUETY)
- 2000 Folklorika – Monitor/EMI – Martin Babjak a Ján Berky Mrenica st.
- 2002 Italianische Lieder – Pro Cultura Lafnitz
- 2006 Život je krásny – Milenium Records
- 2006 Ľudová pieseň – Slovak Radio Records

## Kompilace
- (1999) SOUHVĚZDÍ GOTT – GOJA – 22. Martin Babjak: Vrať se do Sorenta (E.de Curtis, Z.Borovec) (2:14)
- (2000) NEJSLAVNĚJŠÍ ČESKÉ DUETY – Bára Basiková & Martin Babjak – Veni Domine

## Vystoupení
Hostování v zahraničí:
Česká republika, Rakousko, Německo, Itálie, USA, Švýcarsko, Španělsko, Francie, Egypt, Kanada, Japonsko.

## Repertoár
Důležité operní postavy:
- Almaviva (Mozart: Figarova svatba)
- Figaro (Rossini: Lazebník sevillský)
- Amonasro (Verdi: Aida)
- Notthingham (Donizetti: Roberto Devereux)
- Marcel (Puccini: Bohéma)
- Oněgin (Čajkovskij: Evžen Oněgin)
- Valentín (Gounod: Faust)
- Jago (Verdi: Othello)
- Posa (Verdi: Don Carlos)
- Alfonzo (Donizetti: Favoritka)
- Scarpia (Puccini: Tosca)
- Wolfram (Wagner: Tannhäuser)
- Escamillo (Georges Bizet: Carmen)
- Valentín (Gounod: Faust a Markétka)
- Golaud (Debussy: Pelléas a Mélisanda)
- Mojmír (Suchoň: Svätopluk)